# 皮草貿易

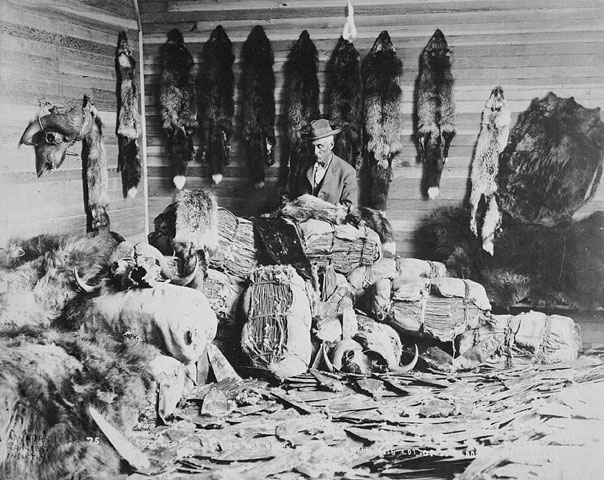
1890年代在亞伯達省的皮草貿易

皮草貿易廣義來說是指皮草間的貿易。

## 俄羅斯皮草貿易
俄国的毛皮贸易早在基輔罗斯时代之前就開始了，當時他们要求可萨人繳交毛皮税(也与保加尔人買賣毛皮)。他们去到叶尼塞河買毛皮，莫斯科公国时代伊凡四世向西伯利亚原住民索求每人每年一张貂皮。

## 加拿大皮草貿易
HBC(Hudson's Bay Company)是加拿大最古老以及最大的皮草贸易公司，它至今仍然存在于加拿大。而它的竞争对手NWC(Northwest Company)则在7 oaks 事件后被HBC收购，NWC至此消失。 
现在的加拿大，取得猎人牌照的皮草猎人约有8万人，其中有一半是原住民。

## 反對者
- 香港爱护动物协会

## 相關
- 走私
- 動物權利
- 善待動物組織
- 黑貂之路
- 皮草貿易是美洲殖民時法國殖民地的主要經濟活動